# Тяжин (приток Кии)
Тяжин — река в Кемеровской области России, правый приток Кии. Впадает в Кию справа в 212 км от устья. Длина реки составляет 165 км, площадь бассейна 2150 км².

## Притоки

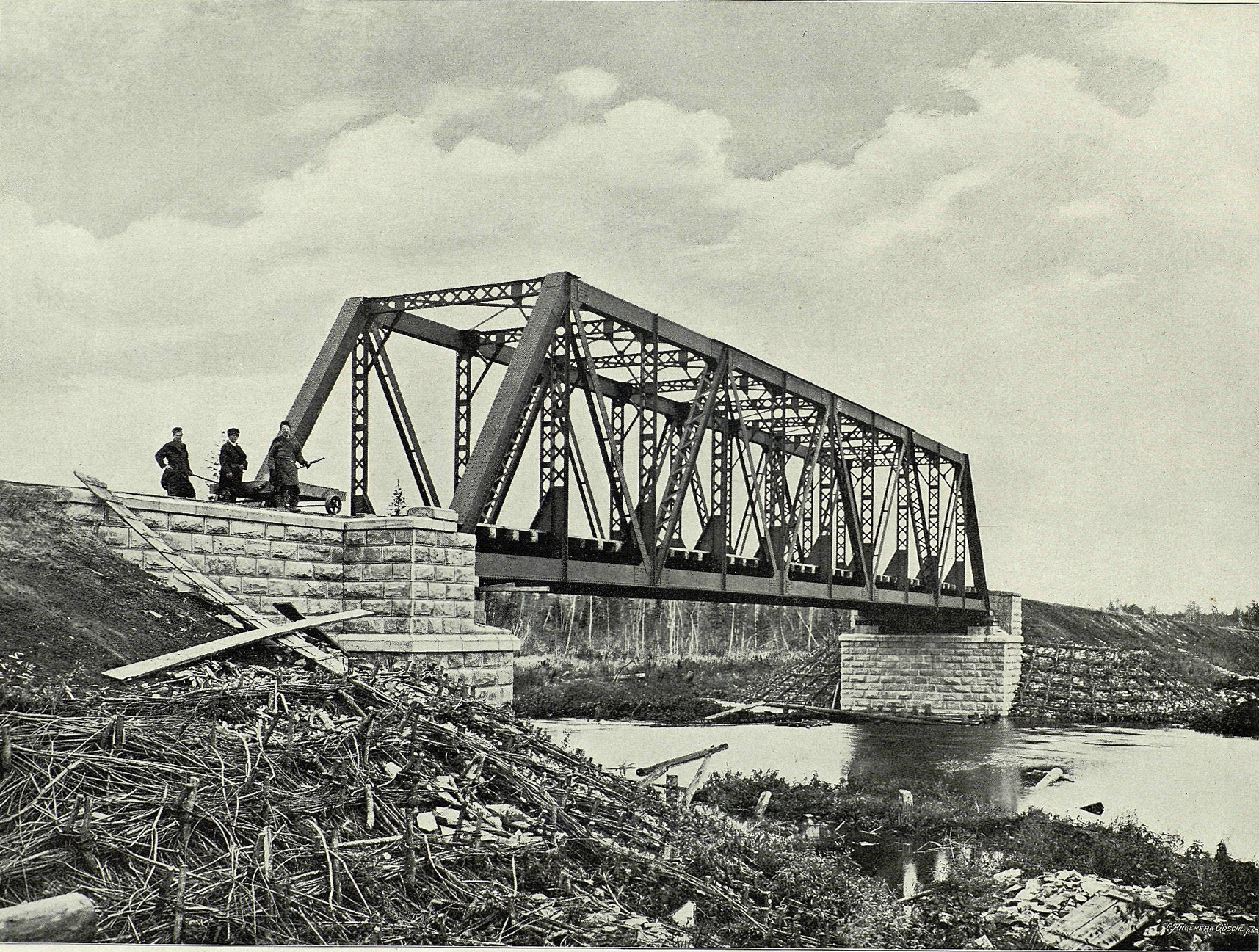
Ж/д мост через Тяжин, 1899 г.

(км от устья)
- 4 км: Гнилуха (пр)
- 24 км: Байдук (пр)
- 50 км: Бобровка (пр)
- 63 км: Крутая (лв)
- 70 км: Сандайка (лв)
- 110 км: Албататка (пр)
- 113 км: Корченак (лв)
- 117 км: Большой Корченак (лв)
- 125 км: Казыльюн 2-й (лв)
- 128 км: Половинка (пр)
- 130 км: Казыльюн 1-й (лв)
- 144 км: Боровушка (лв)
- 146 км: Поперечка (пр)

## Данные водного реестра
По данным государственного водного реестра России относится к Верхнеобскому бассейновому округу, водохозяйственный участок реки — Чулым от г. Ачинск до водомерного поста села Зырянское, речной подбассейн реки — Чулым. Речной бассейн реки — (Верхняя) Обь до впадения Иртыша.
Код водного объекта — 13010400212115200018934.